# Microcodon hispidulus
Microcodon hispidulus là loài thực vật có hoa trong họ Hoa chuông. Loài này được (L.f.) Sond. mô tả khoa học đầu tiên năm 1865.